# Hyundai WIA
Hyundai WIA, abreviación de Hyundai World Industrial Ace (español: As de la industria del mundo — Hyundai) es parte de Hyundai Motor Group y es el segundo mayor fabricante de componentes de automóviles de Corea del Sur.  Es una de las empresas más importantes de Hyundai Motor Group.  Suministra motores de carro, módulos, juntas homocinéticas y sistemas de tracción en las cuatro ruedas a las empresas automotrices Hyundai, Kia y Genesis.  Además, está a cargo de la fabricación y venta de robots y otra maquinaria para la automatización de fábricas, artillería diversa de gran calibre, piezas de aeronaves,  y dispositivos de prensa.  Sus principales clientes son Hyundai, Kia, Génesis y el Ministerio de Defensa Nacional de Corea.

## Historia
La empresa fue fundada en 1976, con el nombre de Kia Machine Tool Co. Ltd.  A mediados de la década de 2010, construyó a un costo de $370 millones de dólares una planta de fabricación de motores en Pesquería, Nuevo León.

## Áreas de negocio

### Automotriz[9]
- Piezas de automóviles
- Módulos automotrices
- Motores de coche

### Maquinaria[10]
- Centros de torneado CNC

Serie SE-SYSerie HD-YHD2600HD3100
- Centros de mecanizado

Serie KF-BXF2000XF8500
- FA (Automatización de fábrica)
- Robots industriales.  En la fábrica de Kia de Nuevo León, la mayoría de los 420 robots son Hyundai WIA.[11]

### Defensa[12]
- Artillería

CN78 105 —Obús calibre mm 38 desarrollado en 1978

CN79 —155Obús calibre mm 39 desarrollado en 1979

CN98 155 Obús autopropulsado calibre mm 52 desarrollado en 1998

CN03 120 Cañón de ánima lisa calibre mm 44 desarrollado en 2003

CN08 120 —Cañón de ánima lisa calibre mm 55 desarrollado en 2008
- Mortero

KM181 60 mm mortero desarrollado en 1985

KM187 81 mm mortero desarrollado en 1996

Mortero KMS114 de 81 mm desarrollado en 2019

XKM120 120 mortero autopropulsado mm desarrollado en 2019
- Rifle sin retroceso

Rifle sin retroceso M67 (producción con licencia)
Rifle sin retroceso M40 (producción con licencia)
- RCWS (estación de armas a control remoto)

RW01K
- Sistema de armamento naval

Cañón naval de 5” (Producción bajo licencia)

Cañón naval de 76 mm (producción con licencia)

Cañón naval de 57 mm MK3 (producción con licencia)

Cañón naval 40 mm MK3 (producción con licencia) 

Guardameta de 30mm (Producción bajo licencia)
- Sistemas aeroespaciales

Tren de aterrizaje principal y de morro

Control del rotor principal

Asiento pilotoAvión comercial

Tren de aterrizaje

### Negocio de maquinaria pesada
- Planta
- Prensa